# Eustaquio Pellicer

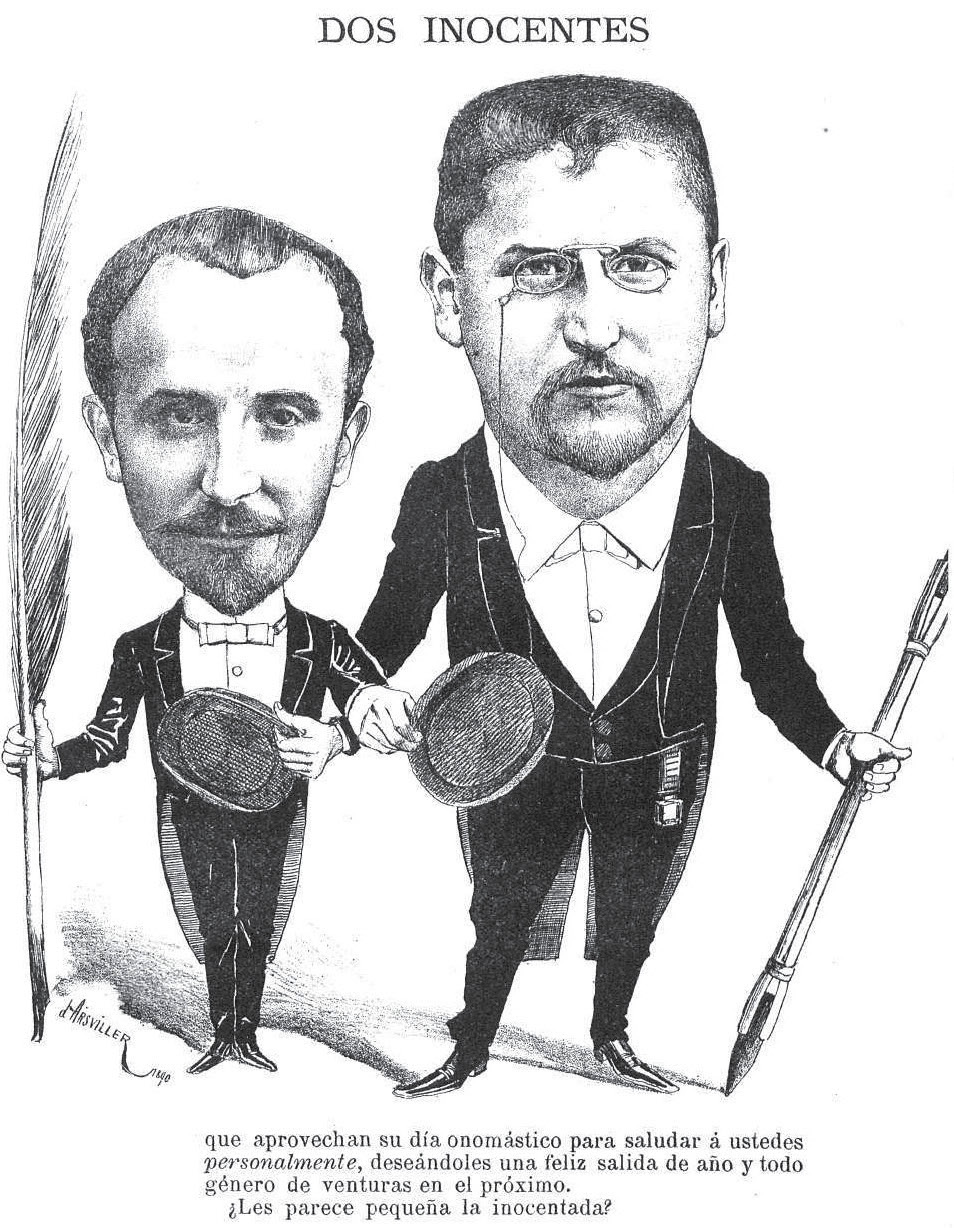
Caricatura en la cual figuran Eustaquio Pellicer (izquierda) y Charles Schütz (derecha), director y dibujante del semanario uruguayo Caras y Caretas respectivamente.

Eustaquio Pellicer (Burgos, 3 de septiembre de 1859 - Buenos Aires, 23 de diciembre de 1937) fue un periodista, poeta y humorista español radicado en las ciudades rioplatenses de Montevideo, primero y Buenos Aires, después.

## Biografía
Realizó estudios de bachiller en su ciudad natal y en 1886 viajó hacia el Río de la Plata donde trabajó en publicaciones como La unión Gallega de Montevideo y El Ferrocarril. En la ciudad uruguaya de Montevideo fundó un semanario humorístico llamado La Pellicerina y posteriormente, en 1890 fundó la revista Caras y Caretas. Años más tarde se radicó en Buenos Aires y a instancias de Bartolomé Mitre Vedia fundó en esa ciudad la versión argentina de la revista, la cual cobró gran popularidad. En 1904 fundó la revista PBT.